# Dangu
Dangu là một xã trong vùng Normandie, thuộc tỉnh Eure, quận Les Andelys, tổng Gisors. Tọa độ địa lý của xã là 49° 15' vĩ độ bắc, 01° 41' kinh độ đông. Dangu nằm trên độ cao trung bình là 43 mét trên mực nước biển, có điểm thấp nhất là 40 mét và điểm cao nhất là 101 mét. Xã có diện tích 7,97 km², dân số vào thời điểm 1999 là 589 người; mật độ dân số là 74 người/km².

## Thông tin nhân khẩu
| 1962 | 1968 | 1975 | 1982 | 1990 | 1999 |
| ---- | ---- | ---- | ---- | ---- | ---- |
| 376  | 394  | 519  | 515  | 610  | 589  |